# 1225 en santé et médecine
| Années de la santé et de la médecine : 1222 - 1223 - 1224 - 1225 - 1226 - 1227 - 1228    |
| Décennies de la santé et de la médecine : 1190 - 1200 - 1210 - 1220 - 1230 - 1240 - 1250 |

Cet article présente les faits marquants de l'année 1225 en santé et médecine.

## Événements

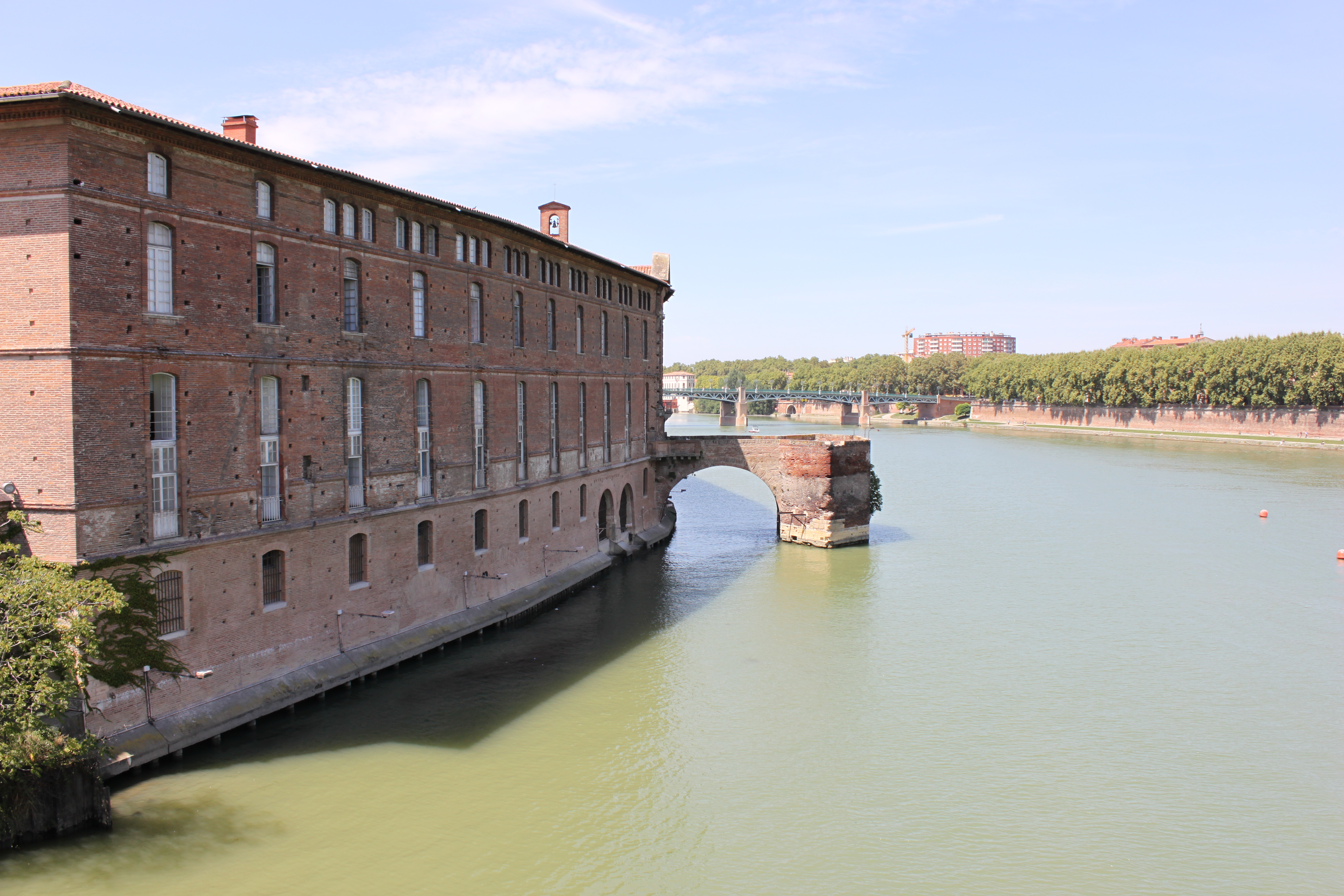
Toulouse
L'Hôtel-Dieu, avec la pile
du pont de la Daurade

- Dans son testament, le roi de France Louis VIII donne « aux deux mille léproseries [de son royaume], dix mille livres, soit à chacune cent sous[1] », mais la validité de ces chiffres est aujourd'hui remise en question[2].
- On compte quatre-vingts léproseries dans le diocèse de Sens[3].
- À Lyon, fondation d'un hôpital par les chanoines de la paroisse Saint-Just[4].
- Fondation de l'hospice Saint-Jacques de Lille, « pour les femmes en couches[5] ».
- Heinrich von Bitzenhofen et Ulrich Blarer, deux bourgeois « brûlant du feu de charité », fondent à Constance, ville libre du Saint-Empire, un hôpital du Saint-Esprit destiné à l'origine « à tous les pauvres chrétiens », malades ou impotents tant physiques que mentaux, qui devront cependant très vite céder leur place aux résidents payants[6].
- Première mention de l'hôpital Sainte-Marie-Madeleine d'Ely, capitale du comté palatin de l'Île d'Ely, dans l'actuel Cambridgeshire d'Angleterre[7].
- En Angleterre, le gouvernement intervient pour la première fois en matière de santé publique en légiférant sur la réparation des égouts et le contrôle des nuisances[8].
- Vers 1225 : Hugues de Morville, évêque de Coutances, fonde un hospice sur les terres de sa baronnie de Saint-Lô, pour y recevoir « les malades grabataires, les pauvres passants et les enfants trouvés[9] ».
- Entre 1220 et 1225 : dans l'Histoire occidentale (Historia occidentalis), deuxième volume de son Histoire de Jérusalem abrégée (Historia hierosolimitana abbreviata), et à propos des organisations hospitalières de son temps, Jacques de Vitry dresse le tableau d'une Église « dont l'avenir semble assuré par la qualité de [sa] prédication, la richesse [de ses] ordres réguliers et l'exemplarité [de ses] séculiers non seulement ecclésiastiques mais aussi laïcs[10],[11] ».
- 1225-1227 : à Toulouse, en Languedoc, l'hôpital dit « Novel », du nom de ses architectes, est édifié sur la rive gauche de la Garonne grâce au legs d'Arnaud d'Aragon, prieur de la Daurade ; officiellement fondé en 1257 comme hôpital Saint-Jacques, il sera uni en 1313 à l'hôpital Sainte-Marie de la Daurade, lui-même fondé en 1230, pour former l'hôpital Saint-Jacques du Bout-du-Pont, et prendre, en 1554, le nom d'hôtel-Dieu Saint-Jacques[12],[13].

## Décès
- Urso de Salerne (en) (né à une date inconnue), philosophe scolastique et médecin italien dont les écrits sur la théorie des humeurs, parmi lesquels le De commixtionibus elementorum[14] (« Des [différents] mélanges des [quatre] éléments »), eurent une grande influence sur le philosophe et naturaliste anglais Alexandre Neckam (1157-1217).